# Jeanneke Pis

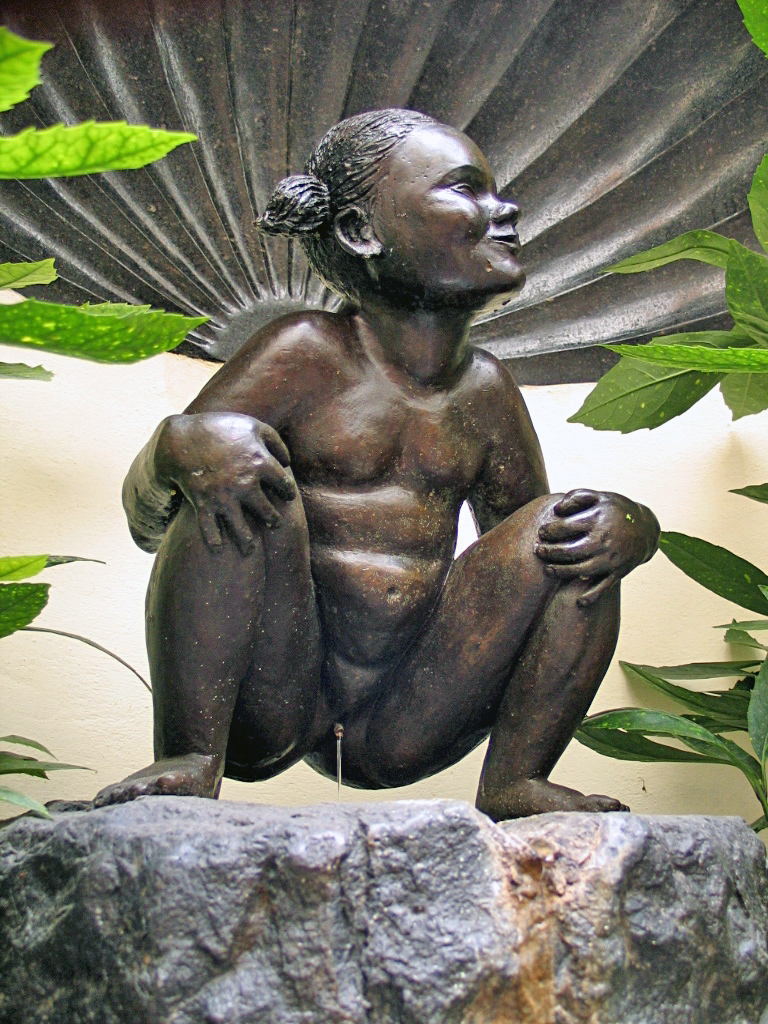
Jeanneke Pis

Jeanneke Pis ([ˌʒɑnəkə ˈpɪs]) ist eine Brunnenfigur in Brüssel, die ein im Hocken urinierendes Mädchen darstellt. Sie ist das weibliche Pendant zum ebenfalls wasserlassenden, bekannteren Manneken Pis aus dem Jahr 1619.
Die Bronzestatue ist etwa 50 Zentimeter hoch und befindet sich in der Impasse de la Fidelité, einer kleinen Sackgasse, rund 500 Meter vom  Manneken Pis entfernt.
Die 1985 von Denis-Adrien Debouvrie (1932–2008) ohne historischen Hintergrund errichtete und 1987 eingeweihte Skulptur steht in einer kleinen vergitterten Nische gegenüber dem Délirium Café.